# Dollon
Dollon é uma comuna francesa na região administrativa do País do Loire, no departamento de Sarthe. Estende-se por uma área de 25.4 km². Em 2010 a comuna tinha 1 497 habitantes (densidade: 58,9 hab./km²).